# Yasunori Mitsuda

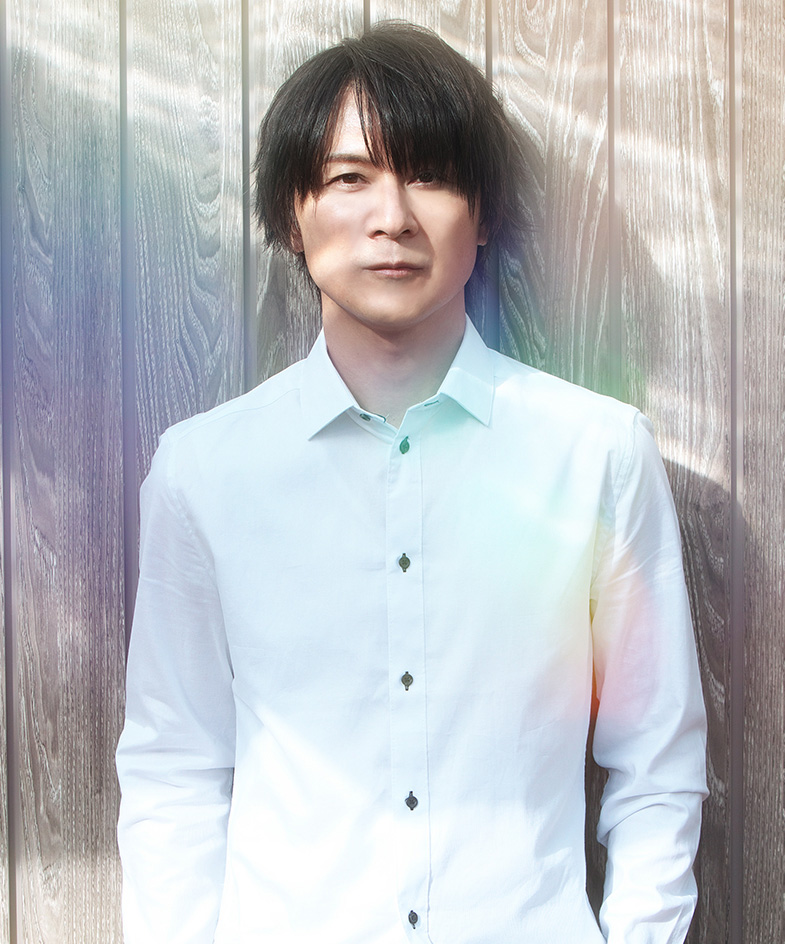
Yasunori Mitsuda

Yasunori Mitsuda (Japans: 光田 康典, Mitsuda Yasunori) (Tokuyama, 21 januari 1972) is een Japans componist die vooral muziek schrijft voor videospellen en Japanse animatiefilms. Zijn eerste opdracht in de videospellen-industrie waarbij hij muziek mocht schrijven, is ook zijn bekendste, namelijk voor het spel Chrono Trigger van het bedrijf Square Enix.

## Biografie
Mitsuda had op jonge leeftijd weinig te doen met muziek. Hij leerde wel pianospelen door de invloed van zijn zus, maar had er eigenlijk een hekel aan. Hij speelde liever buiten en ook in zijn latere leven was het vooral sporten en actief bezig wat hem dreef. Hij droomde er ook eigenlijk van om een professioneel golfer te worden. Pas op veel latere leeftijd begon hij meer belangstelling voor muziek te krijgen, vooral door de invloed van de muziek van Vangelis (uit de film Blade Runner) en Henry Mancini. Toen hoopte hij vooral ooit de muziek voor een film te mogen schrijven.
Hij koos ook uiteindelijk voor de muziek en volgde hiervoor een muziekopleiding, die hem door gebrek aan muziekervaring zwaar viel. In zijn tweede jaar van de opleiding bracht een leraar een advertentie onder zijn aandacht waarin het bedrijf Square op zoek was naar mensen voor de geluid- en muziekafdeling. Omdat hij op dat moment niet bepaald interesse had om muziek voor videospellen te schrijven, twijfelde hij er aanvankelijk wel over of hij zou reageren, maar hij probeerde het uiteindelijk wel. Bij het bedrijf had hij een sollicitatiegesprek met onder anderen Nobuo Uematsu (bekend van de muziek van de Final Fantasy-reeks), een gesprek dat volgens Mitsuda bijzonder slecht verliep, vooral door zijn eigen houding, want hij reageerde op veel vragen nogal laconiek. Toch werd hij aangenomen, nadat hij meerdere malen demo's van zijn muziek had ingeleverd.

## Square
In 1992 kwam hij bij Square te werken, maar het duurde nog drie jaar voordat hij echt muziek mocht gaan schrijven voor een videospel. Zijn eerste opdrachten waren onder andere het ontwerpen van geluidseffecten voor de spellen Hanjuku Hero, Final Fantasy V en Secret Of Mana. Op een gegeven moment werd hij het beu dit werk te doen en beklaagde hij zich bij de toenmalige vicepresident van Square, Hironobu Sakaguchi. Hij was zelfs van plan ontslag te nemen, maar uiteindelijk gebeurde dit niet.
Hij mocht zich gaan bewijzen tegenover Sakaguchi door de muziek te schrijven voor het spel Chrono Trigger, wat toen het belangrijkste spel was waar Square aan werkte. Hij schreef onder toezicht van Nobuo Uematsu uiteindelijk het grootste gedeelte van de muziek voor Chrono Trigger, maar kon zijn werk niet geheel voltooien, doordat hij een maagzweer kreeg. Uiteindelijk schreef Nobuo Uematsu de rest van muziek, samen met Noriko Matsueda.
Hierna werkte Mitsuda nogmaals met Uematsu aan het videospel Gun Hazard, maar zijn eerste volledige soloproject was voor het spel Radical Dreamers. Het spel kwam uit op de Sattelaview voor de Super NES (nooit uitgekomen in de Europa of Amerika) en was een zijverhaal in de Chrono Trigger-mythologie.

## PlayStationperiode en freelance-carrière
Na de ervaring om voor het eerst volledig zelf de touwtjes in handen te hebben gehad, kreeg hij in 1996 de kans om aan een groter project te werken, namelijk als muziekproducent voor het eerste Square-spel voor de PlayStation, genaamd Tobal No.1, wat een grote verantwoordelijkheid was. Alhoewel het spel gecomponeerd werd door meerdere componisten van Square, was hij degene die alles in goede banen liet leiden.
Hierna viel een lange periode van stilte, maar in 1998 kwam het spel Xenogears uit, waarin Mitsuda duidelijk liet zien wat voor kwaliteiten hij in zich had. Sowieso waren de mogelijkheden veel groter met de geluidscapaciteiten van de PlayStation, wat hem meer speelruimte gaf om bijvoorbeeld echte zang in de composities te gebruiken. Vooral met composities zoals het krachtige Light From the Netherworld en het dromerige Bonds of Sea and Fire maakte hij indruk.
Na Xenogears vertrok Mitsuda bij Square om freelance componist te worden, omdat hij toe was aan nieuwe uitdagingen. Uiteindelijk huurde Square hem wel weer in voor het spel Chrono Cross, dat een vervolg was op het spel Chrono Trigger. Diverse muziekthema's van Chrono Trigger en vooral Radical Dreamers kwamen hier in terug.

## Lijst met soundtracks
Dit zijn de videospellen waarvoor Yasunori Mitsuda heeft gecomponeerd:
- Chrono Trigger (1995) met Nobuo Uematsu en Noriko Matsueda
- Front Mission: Gun Hazard (1996) met Nobuo Uematsu, Junya Nakano en Masashi Hamauzu
- Tobal No. 1 (1996) met Masashi Hamauzu, Junya Nakano, Yasuhiro Kawami, Kenji Itō, Noriko Matsueda, Ryuji Sasai en Yoko Shimomura
- Radical Dreamers: Nusumenai Hōseki (1996)
- Xenogears (1998)
- Mario Party (1998)
- Bomberman 64: The Second Attack (1999) – met Yoshitaka Hirota
- Chrono Cross (1999)
- Shadow Hearts (2001) met Yoshitaka Hirota
- Legaia 2: Duel Saga (2001) – met Hitoshi Sakimoto en Michiru Oshima
- Tsugunai: Atonement (an cinniùint) (2001)
- Xenosaga Episode I: Der Wille zur Macht (2002)
- The Seventh Seal (2002)
- Shadow Hearts: Covenant (2003) met Yoshitaka Hirota, Kenji Itō en Tomoko Kobayashi
- Graffiti Kingdom (2004)
- Deep Labyrinth (2004)
- Tsukiyo ni Saraba (2005) met Miki Higashino
- Tantei Kibukawa Ryosuke Jiken Dan: The Masquerade Lullaby (2005) met Takanari Ishiyama en Kazumi Mitome
- Monster Kingdom: Jewel Summoner (2006) - met Shinji Hosoe, Hitoshi Sakimoto, Kenji Ito, Yoko Shimomura, Masaharu Iwata, Tsukasa Masuko, Yasuyuki Suzuki, Ayako Saso en Takahiro Ogata
- Luminous Arc (2007) met Kazumi Mitome, Akari Kaida en Shota Kageyama
- Soukou Kihei Armodyne (2007)
- Soma Bringer (2008)
- Inazuma Eleven (2008)
- Sands of Destruction (2008) met Shunsuke Tsuchiya en Kazumi Mitome
- Arc Rise Fantasia (2009) met Shunsuke Tsuchiya en Yuki Harada
- Xenoblade (2010) met Yoko Shimomura
- Final Fantasy XV (2016)
- Xenoblade Chronicles 2 (2017)